# عیوض‌اللار
عیوض‌اللار (به لاتین: Eyvazallar) یک منطقه مسکونی در جمهوری آذربایجان است که در شهرستان بیلقان واقع شده است.